# Boezems Kinderdijk
Boezems Kinderdijk is een Natura 2000-gebied in de Nederlandse provincie Zuid-Holland bij de plaats Alblasserdam. De oppervlakte van het natuurgebied is 340 ha. Het heeft de classificatie 'meren en moerassen' en is in beheer bij Staatsbosbeheer (Blokweer) en Waterschap Rivierenland.
Het gebied bestaat uit de hoge boezems van de Nederwaard, de Overwaard en Nieuw-Lekkerland en de aangrenzende polders Blokweer en Nieuw-Lekkerland. De boezems bestaan uit open water, riet- en zeggemoerassen, ruigten, grienden, struwelen en boezemkaden. De polders Blokweer en Nieuw-Lekkerland bestaan uit wei- en hooilanden, doorsneden door sloten.
Bijzondere vogels die zich hier thuisvoelen zijn purperreiger, zwarte stern, braamsluiper, bosrietzanger, roodborsttapuit en woudaap. 